# Pleurodira
I Pleurodiri (Pleurodira Cope, 1865) sono un sottordine di rettili dell'ordine Testudines, comprendente specie (prevalentemente d'acqua dolce) che ritraggono il collo tra il carapace e il piastrone ripiegandolo su di un lato, in modo che la testa venga a trovarsi alloggiata nella cavità ascellare.

## Tassonomia
Comprende i seguenti famiglie e generi:
- † Genere Platychelys
- † Famiglia Dortokidae
- Famiglia Chelidae Gray, 1825
- Superfamiglia Pelomedusoidea
  - † Famiglia Araripemydidae
  - † Famiglia Sahonachelyidae
  - † Famiglia Bothremydidae
    - † Genere Foxemys
    - † Genere Polysternon

  - Famiglia Pelomedusidae Cope, 1868
  - Famiglia Podocnemididae Cope, 1868